# Cantó de Berck
El cantó de Berck és un cantó francès del departament del Pas de Calais, situat al districte de Montreuil. Té 10 municipis i el cap és Berck.

## Municipis
- Airon-Notre-Dame
- Airon-Saint-Vaast
- Berck
- Colline-Beaumont
- Conchil-le-Temple
- Groffliers
- Rang-du-Fliers
- Tigny-Noyelle
- Verton
- Waben

## Història
| Data d'elecció                           | Identitat            | Partit | Qualitat |
| ---------------------------------------- | -------------------- | ------ | -------- |
| 1985-2011                                | Jean-Marie Krajewski | PS     |          |
| 2011-                                    | Bruno Cousein        | UMP    |          |
| les dades anteriors no són pas conegudes |                      |        |          |
|                                          |                      |        |          |

## Demografia
| A partir de 1990: Població sense dobles comptes |